# 教师资格证
教师资格证是当前中华人民共和国教育行业从业教师的就业许可证。1995年中华人民共和国国务院颁布《教师资格条例》，开始实施中小学教师资格证制度。2000年起，教师资格制度全面实施。2011年，教师资格国家统一考试制度试点启动。目前，除了办学质量通过中国政府审核的师范院校毕业生外，其余所有申请教师资格的人员都需要参加中小学教师资格考试来获取教师资格证。

## 适用范围
根据1995年颁布的《教师资格条例》，中国公民在各级各类学校和其他教育机构中专门从事教育教学工作，应当依法取得教师资格。
中国国务院办公厅印发的《关于规范校外培训机构发展的意见》规定，从事语文、外语、数学及生物、物理、化学、地理、历史等学科知识类培训的教师应具有相应的教师资格。然而根据目前的实际情况，一些教育培训机构的教师并没有获得教师资格证。

## 取得条件
自2020年8月起，办学质量通过审核的师范院校毕业生可以直接获得教师资格，不需要参加考试。非师范生想要从教，则需要参加考试拿到教师资格证。

## 被取消教师资格证的情形
当教师做出不符合职业素养的行为时，教育主管部门可以取消其教师资格证。构成严重违法犯罪的，除了取消教师资格证，还被限制不能从事任何与教育有关的职业。

## 福利
持教师资格证的教师可以在寒暑假期间享受景区优惠和领取职业技能提升补贴。